# オフビート
オフビート (Offbeat) は、アメリカ合衆国ルイジアナ州ニューオーリンズで発行されている月刊の音楽雑誌。地元ニューオーリンズ、ルイジアナ州の音楽に特化した内容が特徴。

## 概要
1988年創刊。ニューオーリンズ、ルイジアナの音楽シーンに密着した姿勢は、地元音楽シーンの振興に大きく貢献してきた。R&B、ブルース、ブラスバンド、ジャズ、ケイジャン、ザディコからロックに至るまで、地元のアーティストたちを中心に幅広く取り上げている。特に詳細なクラブ出演情報、インディ・レーベルまでカバーしたディスク・レビューは貴重。発行人兼編集長は、ジャン・ラムゼイ。発行会社は、Offbeat, Inc.。
ニューオーリンズ以外の地域では有料で販売されているが、同市内では主要なホテル、レコード店などで無料で配布される。恒例のジャズフェスの時期には、フェスティバルのスケジュールが掲載された特集号を発行している。
また同誌は、地元の優秀アーティストを表彰する「The Best of the Beat Awards」を主宰、ルイジアナ州の音楽業界の指南役的な「Louisiana Music Directory」の発行も手がけている。

## 休刊
創刊者であり編集人のジャン・ラムゼイは、彼女の年齢と健康問題などにより、2024年12月号を以て休刊することを発表した。